# Billaea kosterae
Billaea kosterae là một loài ruồi trong họ Tachinidae.